# Prosper Graf zu Castell-Castell
Prosper Graf zu Castell-Castell (4 de setembro de 1920 – 3 de janeiro de 1989) foi um oficial alemão que serviu durante a Segunda Guerra Mundial. Foi condecorado com a Cruz de Cavaleiro da Cruz de Ferro.

## Carreira

### Patentes
Leutnant

### Condecorações
| Cruz de Ferro 2ª Classe                                    |
| Cruz de Ferro 1ª Classe                                    |
| Cruz de Cavaleiro da Cruz de Ferro 23 de fevereiro de 1944 |